# Michael Gill
Michael Gill (13 de junio de 1998) es un deportista bitánico que compite en ciclismo en las modalidades de pista y ruta. Ganó dos medallas en el Campeonato Europeo de Ciclismo en Pista de 2025, plata en persecución por equipos y bronce en persecución individual.

## Medallero internacional
| Campeonato Europeo | Campeonato Europeo       | Campeonato Europeo | Campeonato Europeo      |
| Año                | Lugar                    | Medalla            | Competición             |
| ------------------ | ------------------------ | ------------------ | ----------------------- |
| 2025               | Heusden-Zolder (Bélgica) | Medalla de plata   | Persecución por equipos |
| 2025               | Heusden-Zolder (Bélgica) | Medalla de bronce  | Persecución individual  |